# Erbach (Heppenheim)
Erbach ist ein Stadtteil von Heppenheim (Bergstraße) im südhessischen Landkreis Bergstraße.

## Geographie
Das Dorf liegt, von Weinbergen und Wiesen umgeben, im durch den gleichnamigen Bach gebildeten Tal am Westrand des Odenwaldes.

## Geschichte

### Von den Anfängen bis zum 18. Jahrhundert
Erbach wurde erstmals im 12. Jahrhundert im Zusammenhang mit der Schenkung eines Weinbergs an das Kloster Lorsch im Lorscher Codex urkundlich erwähnt als Er(p)bach bzw. Ertbach.
Im Mittelalter gehört Erbach zusammen mit fünf weiteren Orten als Filialdorf zur Villa Heppenheim. Diese sechs Orte waren neben Erbach, Kirschhausen, Unter- und Ober-Hambach, Sonderbach und Wald-Erlenbach. Die Hofgüter dieser Ortschaften verfügten über genügend Ressourcen wie Wald, Äcker und Wasser um eigenständige Einheiten zu bilden, waren aber über eine Marktgemeinschaft eng mit Heppenheim verbunden. In kirchlicher Hinsicht gehörten die Einwohner zu Peterskirche Heppenheim.
Erbach gehörte zu den Besitzungen des Klosters Lorsch, das 772 zur Reichsabtei erhoben wurde, und damit dem König bzw. Kaiser direkt unterstellt war. Am 20. Januar 773 schenkte Karl der Große die Stadt Heppenheim nebst dem zugehörigen Bezirk, der ausgedehnten „Mark Heppenheim“, in dem Erbach später entsteht, dem Reichskloster. Am 12. Mai 1012 verlieh König Heinrich II. auf Bitten des Lorscher Abts Bobbo den Forst- und Wildbann innerhalb der Mark Michelstadt und der Mark Heppenheim dem Kloster Lorsch auf ewig. Dies erfolgte vor allem mit dem Ziel, die Urbanisierung des vorderen Odenwaldes, der damals noch weitgehend aus Urwald bestand, voranzutreiben. Die Kultivierensarbeiten wurden vermutlich von dem 1071 reaktivierten Kloster Altenmünster, aus dem Kloster Lorsch gegründet wurde, organisiert. Im Zuge dieser Maßnahmen dürften zumindest die meisten der sechs Heppenheimer Filialdörfer entstanden sein.
Weitere erhalten gebliebene Erwähnungen Erbachs im 15. Jahrhundert sind:
- Aus dem Jahr 1426, als Henne Yring von Mauchenheim bekannte „4 Morgen Acker an dem Opprechten in Erpacher Marke“ von Schenk Konrad von Erbach als Lehen erhalten zu haben.[5]
- 1435 bekannten die Brüder Wiprecht und Hans von Helmstadt, ein Drittel des Zehnten von Erbach, das sie gemeinsam mit dem verstorbenen Henne Werberg hatten, von Erzbischof Dieter von Mainz als Lehen erhalten zu haben.
- Von 1487, als Konrad von Frankenstein und seine Frau Apollonia, geb. von Cronberg, ihre sogenannten „Cronbergsgüter“ in Erbach an den Altaristen Johann Marx zu Bensheim verkaufen.[5]

In dieser Zeit wird „Dorf Erbach“ (Erpach) vielfach in den historischen Dokumenten, insbesondere als Teil eines Lehens, erwähnt. Dabei ist jedoch oft ungeklärt, ob damit der heutige Stadtteil von Heppenheim gemeint ist. Insbesondere eine Urkunde vom 10. Oktober 1451 mit dem Wortlaut: „Paulus Angerspach bekennt, dass er von Schenk Konrad IX. von Erbach-Erbach ein Burglehen zu Erbach erhalten hat, bestehend aus einem Haus zu Erbach, gelegen bei der Kirche, zwei Mannsmat Wiesen unterhalb am Dorfe Erpach gelegen, welche an Hans Kodbuß grenzen, sowie einen Garten und zwei Morgen Acker hinter dem Hühnergarten.“ lassen Zweifel daran, dass mit „Dorf Erbach“ das zu Heppenheim gehörige Filialdorf Erbach gemeint ist, denn nach diesen Abgaben befand sich das Dorf Erpach unterhalb von Erbach im Odenwald. Wahrscheinlich ist mit Dorf Erbach der heutige Stadtteil Dorf-Erbach der Stadt Erbach im Odenwald gemeint. Genauere Angaben über die Filialdörfer, die nur aus vereinzelten Gehöften bestanden haben dürften, sind erst aus dem Jahr 1566 überliefert. Hier werden 116 Herdstätten für die fünf Siedlungen genannt.
Der Blütezeit des Klosters Lorsch folgte im 11. und 12. Jahrhundert sein Niedergang. Während des Investiturstreits – von 1076 (Reichstag in Worms) bis 1122 (Wormser Konkordat) – mussten viele Besitzungen an den Adel abgegeben werden. Im späten 12. Jahrhundert wurde mit der Aufzeichnung der alten Besitzurkunden versucht, die Verwaltung zu reorganisieren (Lorscher Codex). Dennoch unterstellte 1232 Kaiser Friedrich II. die Reichsabtei Lorsch dem Erzbistum Mainz und seinem Bischof Siegfried III. von Eppstein zur Reform. Die Benediktiner widersetzten sich der angeordneten Reform, mussten deshalb die Abtei verlassen und wurden durch Zisterzienser aus dem Kloster Eberbach ersetzt. Danach gab es schwere Auseinandersetzungen zwischen dem Erzbistum Mainz und der Kurpfalz als Inhaber der Vogtei, die erst 1247 durch einen Vergleich beigelegt werden konnten. Darin konnte sich die Kurpfalz durchsetzen und behielt die mit der Vogtei verbundenen Rechte. 1248 wurden die Zisterzienser-Mönche durch Prämonstratenser aus dem Kloster Allerheiligen ersetzt und von da an hatte das Kloster Lorsch den Status einer Propstei.
1267 wurde erstmals ein Burggraf auf der Starkenburg (über Heppenheim) genannt, der auch das „Amt Starkenburg“, zu dem Erbach zählte, verwaltete. Die Hohe Gerichtsbarkeit wurde von der „Zent Heppenheim“ ausgeübt, deren oberster Richter ebenfalls der Burggraf war.
Im Verlauf der für Kurmainz verhängnisvollen Mainzer Stiftsfehde wurde das Amt Starkenburg an Kurpfalz wiedereinlöslich verpfändet und blieb anschließend für 160 Jahre pfälzisch. Pfalzgraf Friedrich ließ sich für seine Unterstützung von Erzbischof Dieter – im durch die Kurfürsten am 19. November 1461 geschlossenen „Weinheimer Bund“ – das „Amt Starkenburg“ verpfänden, wobei Kurmainz das Recht erhielt, das Pfand für 100.000 Pfund wieder einzulösen.
In den Anfängen der Reformation sympathisierten die pfälzischen Herrscher offen mit dem lutherischen Bekenntnis, aber erst unter Ottheinrich (Kurfürst von 1556 bis 1559) erfolgte der offizielle Übergang zur lutherischen Lehre. Danach wechselten seine Nachfolger und gezwungenermaßen auch die Bevölkerung mehrfach zwischen der lutherischen, reformierten und calvinistischen Religion. Als Folge der Reformation hob die Kurpfalz 1564 das Kloster Lorsch auf. Die bestehenden Rechte wie Zehnten, Grundzinsen, Gülten und Gefälle des Klosters Lorsch wurden fortan durch die „Oberschaffnerei Lorsch“ wahrgenommen und verwaltet.
Im Laufe des Dreißigjährigen Krieges (1618–1648) eroberten spanische Truppen der „Katholischen Liga“ die Region und stellten 1623 die Kurmainzer Herrschaft wieder her. Die durch die Pfalzgrafen eingeführte Reformation wurde daraufhin weitgehend rückgängig gemacht und die Bevölkerung musste zur katholischen Kirche zurückkehren. Zwar zogen sich die spanischen Truppen nach zehn Jahren vor den anrückenden Schweden zurück, aber nach der katastrophalen Niederlage der Evangelischen in der Nördlingen 1634 verließen auch die Schweden die Bergstraße und mit dem Schwedisch-Französischen Krieg begann ab 1635 das blutigste Kapitel des Dreißigjährigen Krieges. Aus der Region berichteten die Chronisten aus jener Zeit: „Pest und Hunger wüten im Land und dezimieren die Bevölkerung, sodass die Dörfer öfters völlig leer stehen“. Mit dem Westfälischen Frieden von 1648 wurde die Einlösung der Pfandschaft endgültig festgeschrieben.
Nach Ende des Krieges wurde 1650 die Pfandsumme an Kurpfalz zurückgezahlt und der Bezirk des Oberamtes Starkenburg gehörte auch formal wieder zu Kurmainz. Bereits 50 Jahre nach Ende des Dreißigjährigen Krieges hatte die Region erneut schwer unter Kriegsfolgen zu leiden, als Frankreich versuchte im Pfälzischen Erbfolgekrieg seine Grenzen nach Osten zu verschieben. Erst mit dem Frieden von Rijswijk 1697, zogen sich die Franzosen hinter den Rhein zurück.
Als es 1782 zu einer Umstrukturierung im Bereich des Kurmainzer Amtes Starkenburg kam, wurde der Bereich des Amtes in die vier untergeordnete Amtsvogteien Heppenheim, Bensheim, Lorsch und Fürth aufgeteilt und das Amt in Oberamt umbenannt. Erbach wurde dem „Amt Heppenheim“ zugeordnet, die Gerichtsbarkeit blieb bei der „Zent Heppenheim“. Die Amtsvogtei wiederum war dem Oberamt Starkenburg im Kurmainz#Das Gebiet des Kurfürstentums und des Erzbistums Mainz„Unteren Erzstift“ des „Kurfürstentums Mainz“ unterstellt.

### Vom 19. Jahrhundert bis heute
Das ausgehende 18. und beginnende 19. Jahrhundert brachte Europa weitreichende Änderungen. Als Folge der Napoleonischen Kriege wurde bereits 1797 das „Linke Rheinufer“ und damit der linksrheinische Teil von Kurmainz durch Frankreich annektiert. In der letzten Sitzung des Immerwährenden Reichstags in Regensburg wurde im Februar 1803 der Reichsdeputationshauptschluss verabschiedet, der die Bestimmungen des Friedens von Lunéville umsetzte, und die territorialen Verhältnisse im Heiligen Römischen Reich (Deutscher Nation) neu regelte. Durch diese Neuordnung wurde Kurmainz aufgelöst, das Oberamt Starkenburg und mit ihm Erbach kam zur Landgrafschaft Hessen-Darmstadt. Das „Amt Heppenheim“ wurde als hessische Amtsvogtei weitergeführt, das Oberamt aber 1805 aufgelöst. Im selben Jahr siedelt der Kurfürst von Mainz nach Regensburg über.
Die übergeordnete Verwaltungsbehörde war der „Regierungsbezirk Darmstadt“, der ab 1803 auch als „Fürstentum Starkenburg“ bezeichnet wurde.
In der Landgrafschaft Hessen-Darmstadt wurde mit Ausführungsverordnung vom 9. Dezember 1803 das Gerichtswesen neu organisiert. Für das Fürstentum Starkenburg wurde das „Hofgericht Darmstadt“ als Gericht der zweiten Instanz eingerichtet. Die Rechtsprechung der ersten Instanz wurde durch die Ämter bzw. Standesherren vorgenommen. Das Hofgericht war für normale bürgerliche Streitsachen Gericht der zweiten Instanz, für standesherrliche Familienrechtssachen und Kriminalfälle die erste Instanz. Übergeordnet war das Oberappellationsgericht Darmstadt. Damit hatten die „Zent Heppenheim“ und die mit ihr verbundenen Zentgerichte endgültig ihre Funktion eingebüßt.
Unter Druck Napoleons wurde 1806 der Rheinbund gegründet, dies geschah mit dem gleichzeitigen Reichsaustritt der Mitgliedsterritorien.
Dies führte am 6. August 1806 zur Niederlegung der Reichskrone, womit das alte Reich aufhörte zu bestehen.
Am 14. August 1806 wurde die Landgrafschaft Hessen-Darmstadt, gegen Stellung hoher Militärkontingente an Frankreich und den Beitritt zum Rheinbund, von Napoleon zum Großherzogtum erhoben, anderenfalls drohte er mit Invasion.
Die Historisch-topographisch-statistische Beschreibung des Fürstenthums Lorsch, oder Kirchengeschichte des Oberrheingaues. von 1812 berichtet über Erbach:

„Erbach ist ebenfalls ein kleines Dorf eine halbe Stunde von Heppenheim östlich im Gebirge und an der Bach gleiches Namens. In seinen 10 Häusern wohnen 149 Seelen. Es kömmt in Trad. Laurish. allschon unter dem Namen Erpbach (No. 3813) und Erlbach (No. 3814) vor.“

Weiter wird über Heppenheim und alle sechs Filialorte berichtet:

„Alle diese Orte mit der Stadt Heppenheim enthalten 633 Wohngebäude und 4460 Bewohner. Unter letzteren sind 4383 Katholiken, 27 Lutheraner und 6 Juden. An Güthern gehören dazu 3458 Morgen Äcker, 1917 Morgen Wiesen und Waide, 678 Morgen Weinberge und 3467 Morgen Waldung. […] Der dasige (Kirschhausen) Schultheiß ist auch über die Orte Erbach, Sonderbach, Walderlenbach und Guldeklingen vorgesetzt.“

Nach der endgültigen Niederlage Napoléons regelte der Wiener Kongress 1814/15 auch die territorialen Verhältnisse für Hessen und bestätigte die Grenzen des Fürstentums Starkenburg. Darüber hinaus wurden dem Großherzogtum Hessen durch Artikel 47 weitere Gebiete zugewiesen, unter anderem Worms, Alzey, Bingen und Mainz, ein Gebiet, das als Rheinhessen bezeichnet wurde. 1815 trat das Großherzogtum dem Deutschen Bund bei. Durch das Traktat von Frankfurt vom 30. Juni 1816 trat Großherzog Ludwig infolge des Deutschen Kriegs das schon vor dem Reichsdeputationshauptschluss am 6. September 1802 besetzte Herzogtum Westfalen an den König von Preußen ab. 1816 wurden im Großherzogtum Provinzen gebildet, wobei das vorher als „Fürstentum Starkenburg“ bezeichnete Gebiet, das aus den südlich des Mains gelegenen alten hessischen und den ab 1803 hinzugekommenen rechtsrheinischen Territorien bestand, in „Provinz Starkenburg“ umbenannt wurde.
Im Jahr 1814 wurde die Leibeigenschaft im Großherzogtum aufgehoben und es erhielt mit der am 17. Dezember 1820 eingeführten Verfassung des Großherzogtums Hessen eine konstitutionelle Monarchie, in der der Großherzog aber noch große Machtbefugnisse hatte. Die noch bestehenden standesherrlichen Rechte wie Niedere Gerichtsbarkeit, Zehnten, Grundzinsen und andere Gefälle blieben aber noch bis 1848 bestehen.

1821 wurden im Rahmen einer umfassenden Verwaltungsreform die Amtsvogteien in den Provinzen Starkenburg und Oberhessen des Großherzogtums aufgelöst und Landratsbezirke eingeführt, wobei Sonderbach dem Landratsbezirk Lindenfels zugeteilt wurde. Im Rahmen dieser Reform wurden auch Landgerichte geschaffen, die jetzt unabhängig von der Verwaltung waren. Für Erbach war zunächst das Landgericht Fürth zuständig. Diese Reform ordnete auch die Verwaltung auf Gemeindeebene neu. Dabei wurde die sogenannte Vierdorf-Gemeinde mit der Bürgermeisterei in Kirschhausen eingerichtet. Zu ihr gehörten außer Erbach auch Wald-Erlenbach und Sonderbach. Entsprechend der Gemeindeverordnung vom 30. Juni 1821 waren die staatlich eingesetzten Schultheißen abgeschafft. Es bestand ein gewählter Ortsvorstand, der sich aus Bürgermeister, Beigeordneten und Gemeinderat zusammensetzte. Die gemeinsame Verwaltung von Erbach, Sonderbach und Walderlenbach durch die Bürgermeisterei in Kirschhausen hatte bis 1962 Bestand, als Erbach selbständig wurde. In dieser Zeit teilte das Vierdorf auch gemeinsam die weitere Geschichte. 
Die „Statistisch-topographisch-historische Beschreibung des Großherzogthums Hessen“ berichtet 1829:

„Erbach (L. Bez. Lindenfels) kath. Filialdorf; liegt im Gebirge 2 1/4 St. von Lindenfels und hat 21 Häuser und 197 Einw., die bis auf 2 Luth. katholisch sind. Das Dorf kommt in Lorscher Urkunden unter dem Namen Erpbach und Erlbach vor und kam 1802 von Mainz an Hessen.“

1832 wurden die Verwaltungseinheiten weiter vergrößert und es wurden Kreise geschaffen. Nach der am 20. August 1832 bekanntgegebenen Neugliederung sollte es in Süd-Starkenburg künftig nur noch die Kreise Bensheim und Lindenfels geben; der Landratsbezirk von Heppenheim sollte in den Kreis Bensheim fallen. Noch vor dem Inkrafttreten der Verordnung zum 15. Oktober 1832 wurde diese aber dahingehend revidiert, dass statt des Kreises Lindenfels neben dem Kreis Bensheim der Kreis Heppenheim als zweiter Kreis gebildet wurde. Erbach wurde dem Kreis Heppenheim zugeordnet. 1842 wurde das Steuersystem im Großherzogtum reformiert und der Zehnte und die Grundrenten werden durch ein Steuersystem ersetzt, wie es in den Grundzügen heute noch existiert.
1840 wechselte Erbach aus der Zuständigkeit des Landgerichts Fürth in die des Landgerichts Lorsch.
Weitere statistische Angaben über Erbach aus der Folgezeit sind: Die im Dezember 1852 aufgenommenen Bevölkerungs- und Katasterlisten ergaben für Erbach: Das katholische Filialdorf hatte 213 Einwohner. Die Gemarkung bestand aus 213 Morgen, davon 510 Morgen Ackerland, 62 Morgen Wiesen und 164 Morgen Wald.
In den Statistiken des Großherzogtums Hessen wurden, bezogen auf Dezember 1867, für den Erbach mit der Bürgermeisterei in Kirschhausen, 29 Häuser, 248 Einwohnern, der Kreis Heppenheim, das Landgericht Lorsch, die evangelisch Pfarrei Schlierbach des Dekanats Lindenfels und die katholische Pfarrei Heppenheim des Dekanats Heppenheim, angegeben.
Im Jahr 1961 wurde die Gemarkungsgröße mit 190 ha angegeben, davon waren 25 ha Wald.
Erst zum Beginn des 19. Jahrhunderts ergab sich für Erbach im Rahmen der Vierdorfgemeinde eine gewisse kommunale Selbständigkeit. Durch den Vierdorfvertrag von 1906 erhielt Erbach einen eigenen Gemeinderat, verblieb aber unter gemeinsamer Verwaltung. Die Loslösung von Vierdorf wurde erst 1962 vollzogen. Die damit einhergehende Selbständigkeit und Verwaltung unter Bürgermeister Georg Umhauer endete bereits zehn Jahre später im Zuge der Gebietsreform in Hessen mit der Eingemeindung nach Heppenheim am 1. Februar 1972. Die Bemühungen im Zuge der Gebietsreform das Vierdorf als eigene Gemeinde zu etablieren scheiterten am Widerstand des damaligen Heppenheimer Bürgermeisters Wilhelm Metzendorf und des Kreistages. Erbach erhielt wie alle der Orte des ehemaligen Vier-Dorfes einen eigenen Ortsbeirat und Ortsvorsteher nach der Hessischen Gemeindeordnung.

### Verwaltungsgeschichte im Überblick
Die folgende Liste zeigt die Staaten und Verwaltungseinheiten, denen Erbach angehört(e):
- vor 1782: Heiliges Römisches Reich, Kurfürstentum Mainz, Amt Starkenburg (1461–1650 an Kurpfalz verpfändet), Zent Heppenheim
- ab 1782: Heiliges Römisches Reich, Kurfürstentum Mainz, Unteres Erzstift, Oberamt Starkenburg, Amtsvogtei Heppenheim
- ab 1803: Heiliges Römisches Reich, Landgrafschaft Hessen-Darmstadt,[Anm. 2] Fürstentum Starkenburg, Amtsvogtei Heppenheim
- ab 1806: Großherzogtum Hessen,[Anm. 3] Fürstentum Starkenburg, Amt Heppenheim
- ab 1815: Großherzogtum Hessen, Provinz Starkenburg, Amt Heppenheim
- ab 1821: Großherzogtum Hessen, Provinz Starkenburg, Landratsbezirk Heppenheim[Anm. 4]
- ab 1832: Großherzogtum Hessen, Provinz Starkenburg, Kreis Heppenheim
- ab 1848: Großherzogtum Hessen, Regierungsbezirk Heppenheim
- ab 1852: Großherzogtum Hessen, Provinz Starkenburg, Kreis Heppenheim
- ab 1871: Deutsches Reich, Großherzogtum Hessen, Provinz Starkenburg, Kreis Heppenheim
- ab 1918: Deutsches Reich, Volksstaat Hessen,[Anm. 5] Provinz Starkenburg, Kreis Heppenheim
- ab 1938: Deutsches Reich, Volksstaat Hessen, Landkreis Bergstraße[19][Anm. 6]
- ab 1945: Deutsches Reich, Amerikanische Besatzungszone,[Anm. 7] Groß-Hessen, Regierungsbezirk Darmstadt, Landkreis Bergstraße
- ab 1946: Deutsches Reich, Amerikanische Besatzungszone, Land Hessen, Regierungsbezirk Darmstadt, Landkreis Bergstraße
- ab 1949: Bundesrepublik Deutschland, Land Hessen, Regierungsbezirk Darmstadt, Landkreis Bergstraße
- ab 1962: Bundesrepublik Deutschland, Land Hessen, Regierungsbezirk Darmstadt, Landkreis Bergstraße
- ab 1972: Bundesrepublik Deutschland, Land Hessen, Regierungsbezirk Darmstadt, Landkreis Bergstraße, Stadt Heppenheim

## Bevölkerung

### Einwohnerstruktur 2011
Nach den Erhebungen des Zensus 2011 lebten am Stichtag, dem 9. Mai 2011, in Erbach 747 Einwohner. Darunter waren 36 (5,0 %) Ausländer.
Nach dem Lebensalter waren 123 Einwohner unter 18 Jahren, 321 waren zwischen 18 und 49, 129 zwischen 50 und 64 und 171 Einwohner waren älter.
Die Einwohner lebten in 315 Haushalten. Davon waren 87 Singlehaushalte, 102 Paare ohne Kinder und 105 Paare mit Kindern, sowie 18  Alleinerziehende und 6 Wohngemeinschaften. In 75 Haushalten lebten ausschließlich Senioren/-innen und in 204 Haushaltungen leben keine Senioren/-innen.

### Einwohnerentwicklung
| • 1806: | 149 Einwohner, 10 Häuser |
| • 1829: | 197 Einwohner, 29 Häuser |
| • 1867: | 248 Einwohner, 29 Häuser |

| Erbach: Einwohnerzahlen von 1806 bis 2011 | Erbach: Einwohnerzahlen von 1806 bis 2011 | Erbach: Einwohnerzahlen von 1806 bis 2011 | Erbach: Einwohnerzahlen von 1806 bis 2011 | Erbach: Einwohnerzahlen von 1806 bis 2011 |
| --- | ----------------------------------------- | ----------------------------------------- | ----------------------------------------- | ----------------------------------------- |
| Jahr |                                           |                                           |                                           | Einwohner                                 |
| 1806 | 1806                                      |                                           | 149                                       | 149                                       |
| 1829 | 1829                                      |                                           | 197                                       | 197                                       |
| 1834 | 1834                                      |                                           | 208                                       | 208                                       |
| 1840 | 1840                                      |                                           | 216                                       | 216                                       |
| 1846 | 1846                                      |                                           | 228                                       | 228                                       |
| 1852 | 1852                                      |                                           | 213                                       | 213                                       |
| 1858 | 1858                                      |                                           | 228                                       | 228                                       |
| 1864 | 1864                                      |                                           | 253                                       | 253                                       |
| 1871 | 1871                                      |                                           | 251                                       | 251                                       |
| 1875 | 1875                                      |                                           | 241                                       | 241                                       |
| 1885 | 1885                                      |                                           | 246                                       | 246                                       |
| 1895 | 1895                                      |                                           | 226                                       | 226                                       |
| 1905 | 1905                                      |                                           | 232                                       | 232                                       |
| 1910 | 1910                                      |                                           | 232                                       | 232                                       |
| 1925 | 1925                                      |                                           | 277                                       | 277                                       |
| 1939 | 1939                                      |                                           | 268                                       | 268                                       |
| 1946 | 1946                                      |                                           | 326                                       | 326                                       |
| 1950 | 1950                                      |                                           | 307                                       | 307                                       |
| 1956 | 1956                                      |                                           | 341                                       | 341                                       |
| 1961 | 1961                                      |                                           | 405                                       | 405                                       |
| 1967 | 1967                                      |                                           | 578                                       | 578                                       |
| 1980 | 1980                                      |                                           | ?                                         | ?                                         |
| 1990 | 1990                                      |                                           | ?                                         | ?                                         |
| 2000 | 2000                                      |                                           | ?                                         | ?                                         |
| 2005 | 2005                                      |                                           | 838                                       | 838                                       |
| 2011 | 2011                                      |                                           | 747                                       | 747                                       |
| Datenquelle: Historisches Gemeindeverzeichnis für Hessen: Die Bevölkerung der Gemeinden 1834 bis 1967. Wiesbaden: Hessisches Statistisches Landesamt, 1968. Weitere Quellen: LAGIS; Zensus 2011 |                                           |                                           |                                           |                                           |

### Historische Religionszugehörigkeit
| • 1829: | 2 lutheranische (= 1,02 %) und 195 katholische (= 98,98 %) Einwohner      |
| • 1961: | 19 evangelische (= 4,69 %), 381 römisch-katholische (= 94,07 %) Einwohner |

## Politik

### Ortsbeirat
Für Erbach besteht ein Ortsbezirk (Gebiete der ehemaligen Gemeinde Erbach) mit Ortsbeirat und Ortsvorsteher nach der Hessischen Gemeindeordnung.
Der Ortsbeirat besteht aus neun Mitgliedern. Seit den Kommunalwahlen 2021 gehören ihm sechs Mitglieder der CDU/WGE, zwei Mitglieder der GLE und ein Mitglied der SPD an. Ortsvorsteherin ist Ursula Hammann (CDU/WGE).

### Wappen
Das Wappen des Stadtteils Erbach wird wie folgt beschrieben:
In Rot ein silberner Schräglinkswellenbalken, beseitet oben von einem sechsspeichigen silbernen Rad und unten von einem gestürzten silbernen Weinblatt, belegt mit einem roten Nagelspitzkreuz.
- Der silberne Wellenbalken steht redend für den Namensbestandteil „-bach“.
- Rad und Nagelspitzkreuz deuten auf die früheren Ortsherren, Kurmainz und Kloster Lorsch, hin.
- Das Weinblatt symbolisiert den Weinbau in Erbach, wobei das mit dem Kreuz belegte Weinblatt verdeutlicht, dass die Ersterwähnung im Lorscher Codex in Verbindung mit dem Weinbau steht.

## Vereine
- Freiwillige Feuerwehr Erbach
- Gesangverein Concordia Erbach
- Erbacher Heimat- und Kerweverein e. V.
- Kindergarten-Trägerverein Tatzelwurm
- Sportverein Erbach 1946 e. V.

## Persönlichkeiten, die in Erbach geboren wurden
- Philipp Antes (1776–1829), Augenarzt und -chirurg, von 1814 bis 1816 Leiter der ersten Augenklinik in der russischen Hauptstadt Sankt Petersburg
- Peter Helmling (1817–1901), Professor für Reine Mathematik an der Universität in Tartu (damals Dorpat)

## Infrastruktur
- Mehrzweckhalle Erbach, mit Eigenleistung der Einwohner erbaut und 1976 eingeweiht
- ehemalige Schule (1905 eingeweiht), heute Kindergarten
- Haus Emmaus, Gemeindezentrum (2002 eingeweiht)